# Dolenska vprašalna pola
Dolenska vprašalna pola ali Dolinska vprašalna pola je rokopis iz Dolenciev (Dolinci, Dolincz), v Slovenski okroglini (Prekmurje in Porabje) na Madžarskem, 19. decembra, 1767. Napisana je v dolenskem narečju.

## Vsebina
Cesarica Avstrije in kraljica Ogrske, Marija Terezija, je uvedla enotnega urbarja (urbarium) na celotnem ogrskem ozemlju. Pred pripravo urbarijev so županijski uradniki po vseh krajih zapisali odgovore podložnikov na devet postavljenih vprašanj. V devetih vaseh Slovenske okrogline so vprašanja in odgovori bili napisani v prekmurskih nerečjih. Dolenska vprašanja je verjetno napisal Janoš Orban, takratni šolmošter, ki je bil rojen v Dolencih.
Pitanye […]

Ub Pétim. Koliko Kmet Czeloga Szeliscsa zemlé eti má, na kuliko keblóf, i Trávnike kákse, jelisze more outava kosziti?

Ub Sésztim. Káksu, pa kuliko dni je eden pu ednom Kmet goszpocsino szlüso, z kelikimi svincsetmi, páp pout na goszpocsinu jelisze je gda vgoszpocsino zracsunalá? […]

Odgovor od Vészi Doleinszke one sztáni, koja je pod Goszpodom Nádasdyuvom, vu leti 1767. 19. dén Decembra Meszecza dáni. […]

Na Péto: Kmeta, kibi Czelo Szeliscse verto od ednoga verto od ednoga vecs vu etoi Vészi nega, ti drügi ednom fertáli, po pou fertali, nalo steri po polovniczi dersi; med tem toga csi sze vecs gázdov zemlé vküp zverseju i vzemeju kmet czeloga szeliscsa, nekdásnye czeile Salarie Zemlé eti má dabisze vsze nüczati mogla na sészt keblov, Trávnike mále, outava kosziti sze nemore drügdi nego okolik hi'se, po ográczi kai malo, koju prouti pred presnu márhu versemu, ali 'snyom doli szpaszému.

Na Sészto: Goszpocsinu za pokoinoga Groffa po kei dób biliszno Árendástye szlüsili szmo etakso: Ob pervim Czeila 'Süpa vu kojoi jeszmo mi Sálovczi i Domaföldcsanye, davala je vszako Leto 144 plügov. Z mtelkimi sivincsetni, keliko ih je steri premogo. Ub drügim szaksi Kmet eden po ednom vszakse Leto davoje ednoga 'Snyecza vu vélikoi 'sétvi na czeili keden. Ub Trétyim czeila 'Süpa vszakse leto 25. Koszczév davalaje. Ub Stertim eden falat Goricz pri Gradi zvün brátve vsze kaje bilo potrebno vu nyih delala, i ktomi ober vsze goszpocsine dvá Goszpocska Mlina vu Sálovczi czeila 'Süpa oprávlala je; Poutpa na Goszpocsino vu goszpocsino nei szeznam ja racsunala, po szmerti pa pokoinoga Groffa zvün Contractusa vsze ednako na vszako potrebno delo gonili szo nasz.

### Prevod
Vprašanje
Petič: Koliko zemlje ima kmet celega naselja, koliko keblov (mernikov), kakšni so travniki, se lahko kosi še otava?
Šestič:Kako in koliko dni je posamezni kmet služil gosposki, s kolikimi svinjami, pa pot mu je kdaj gosposka obračunala?
Odgovor vasi Dolenci podan Gospodu Nadasdyu v letu 1767 19. decembra meseca.
Na peto: Kmeta, ki bi imel zemljo celega naselja v naši vasi ni. Nekateri pa imajo po četrt, po pol četrt, malo kateri pa imajo polovico. Če bi se več gospodarjev združilo in bi vzeli zemljo celega naselja bi lahko pridelali šest keblov (mernikov). Travniki so mali, otave se ne more kositi, saj je drugje, kot okoli hiše, pa malo na vrtu ni. Ta se pa sveža da živini ali se popase.
Na šesto: Gospodi po pokojnem grofu smo arendo (najemnino) služili takole.
Prvič: Cela župnija v kateri smo mi, Šalovci in Domanjševci je dajala vsako leto 144 plugov (mera za površino). S tolkimi svinjami s kolikimi so bili zmožni. 
Drugič: Vsaki kmet je vsako leto dal ob veliki žetvi enega žnjeca ((m)od žanjica) za ves teden.
Tretjič: Vsa župnija je dajala vsako leto 25 koscev.
Četrtič: V enem delu vinograda pri Gradu so morali opravljati razen bratve vsa dela. Prav tako pa je cela župnija upravljala z dvema gosposkima mlinoma v Šalovcih. Za pot pa gosposka ni imela seznama, po smrti pokojnega grofa so nas razen kar je bilo po pogodbi, gonili na vsako potrebno delo.

## Zapisek
1. ↑  Gornja Lendava (Grad)